# História da ciência no Brasil
|              |  |              |
| Vital Brazil |  | Oswaldo Cruz |

A história da ciência no Brasil começou de maneira eficaz somente nas primeiras décadas do século XIX, quando a família real portuguesa, dirigida por D. João VI, chegou ao Rio de Janeiro, escapando do exército de Napoleão que invadira Portugal em 1807. Até então, o Brasil não possuía universidades, mídias impressas, bibliotecas e museus, em contraste às colônias da Espanha, que tiveram universidades desde o século XVI. Esta era uma política deliberada do poder colonial português, que temia o surgimento de classes de brasileiros educados impulsionados pelo nacionalismo e outras aspirações para a independência política, como ocorrido nos Estados Unidos e em algumas colônias espanholas da América Latina.

## Período Colonial

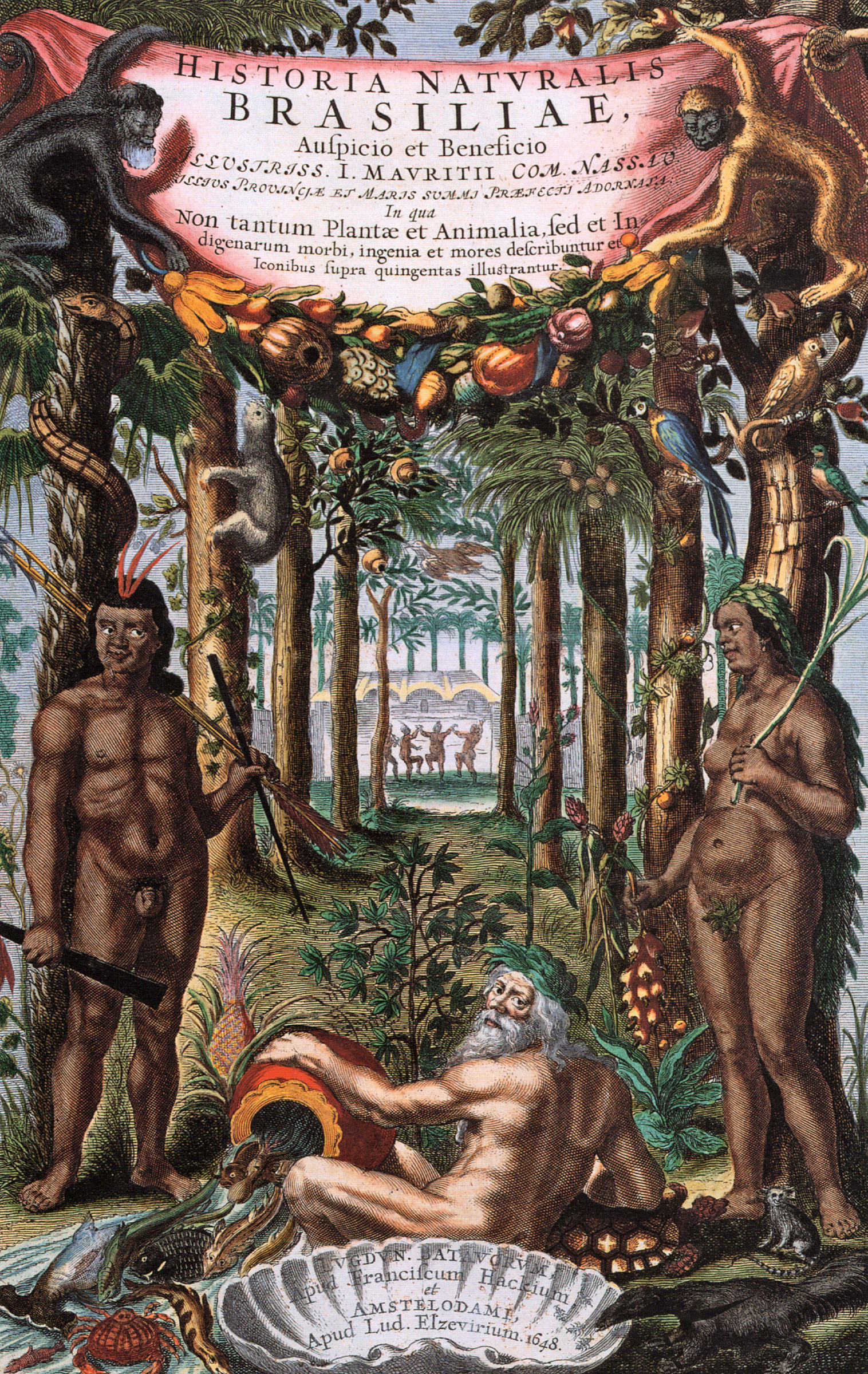
Frontispício do Historia Naturalis Brasiliae, primeiro tratado de história natural do Brasil.

As primeiras tentativas de estabelecer a ciência no Brasil foram feitas no século XVII, durante o domínio holandês em Pernambuco. No antigo Palácio de Friburgo, situado na então sede da colônia de Nova Holanda, Recife, foram instalados um observatório astronômico — o primeiro do Hemisfério Sul — e um jardim zoobotânico — o primeiro do continente americano, no qual foi reunida uma grande variedade de exemplares da flora e da fauna dos trópicos, que serviram de fonte para os primeiros tratados de história natural do Brasil, como a obra Historia Naturalis Brasiliae dos naturalistas Guilherme Piso e George Marcgraf.
Dentro dessas viagens exploratórias que marcaram a vinda de europeus para analisar a natureza brasileira de forma científica está a vinda de jesuítas para realizar observações astronômicas. Esses jesuítas já se encontravam estabelecidos no Brasil.
Em 1783, ocorreu a expedição do naturalista baiano Alexandre Rodrigues Ferreira, que foi emitido pelo ministro principal de Portugal, Marquês de Pombal, para explorar e identificar a fauna, a flora e a geologia brasileiras. Suas coleções, entretanto, foram arruinadas na França, quando Napoleão invadiu, que estavam sendo transportadas para Paris por Étienne Geoffroy Saint-Hilaire. Em 1772, a primeira sociedade instruída, Sociedade Scientifica, foi fundada no Rio de Janeiro, mas durou somente até 1794. Também, em 1797, um instituto botânico foi fundado em Salvador, Bahia.
O D. João VI incentivou todos os acontecimentos da civilização europeia ao Brasil. Em um período curto (entre 1808 e 1810), o governo fundou a Academia Naval Real e a Academia Militar Real (ambas as escolas das forças armadas), a biblioteca nacional, os jardins botânicos reais, a Escola de Cirurgia da Bahia e a Escola de Anatomia, Medicina e Cirurgia do Rio de Janeiro
Dentre importantes viagens exploratórias realizadas no período, estiveram:
- Expedição portuguesa ou "Viagem Filosófica" (1785 a 1792): período de difusão das ideias iluministas em que a vinda do naturalista Alexandre Rodrigues Ferreira, brasileiro formado na Universidade de Coimbra, explorou a região amazônica.
- Vinda ao Brasil pelo ilustrador brasileiro José Vieira Couto, formado em Coimbra, que fez um levantamento de recursos minerais, visando a ampliação e a diversificação da produção colonial. Entre suas funções, coube a ele: o planejamento e a realização de expedições para localização de recursos mineralógicos, a coleta de amostras e a realização de análises químicas visando sua classificação para a qual o naturalista mantinha um laboratório.
- Expedições de Manuel Arruda Câmara (1794 a 1799)
- Viagem de Henrique Koster (1808 a 1819)
- Viagem do príncipe Maximiliano (1815 a 1817): realizada sob influência de Alexander Humboldt, o qual fora impedido de entrar no páis em 1800, foi capitaneada pelo príncipe Maximilian zu Wied-Neuwied, junto do ornitologista Freyreiss e do botânico Friedrich Sellow
- Expedição Rurik (1815 a 1818): com o conde Romanzov
- Expedição francesa (1816-1822): contou com o conde de Luxemburgo e Augustin Saint-Hilaire. Ocorreu de modo paralelo à Missão Artística Francesa, de Auguste-Marie Taunay, Nicolas-Antoine Taunay, Jean-Baptiste Debret e Joachim Lebreton
- Expedição austríaca (1817 a 1835): com Carl von Martius, Johann Baptist von Spix, Johann Emanuel Pohl, Johann Natterer e Thomas Ender

## Reino Unido a Portugal e Primeiro Reinado
Após ser independente de Portugal, declaração feita pelo filho do rei, o D. Pedro I (que se transformou primeiro Imperador do novo país), suas políticas a respeito mais altamente da aprendizagem, a ciência e a tecnologia vieram a uma paralisação relativa. Neste período, ocorreram algumas expedições científicas realizadas por naturalistas europeus, além da imigração de alguns naturalistas do velho continente:
- Expedição Langsdorff (1824 a 1829), com o barão Langsdorff, Rugendas, Aimé-Adrien Taunay, Hércules Florence, Ludwig Riedel, Christian Hasse, e Nestor Rubtsov
- Peter Lund (1825)
- d'Orbigny (1826)
- Charles Darwin (1832), a bordo do HMS Beagle

Apesar disso as expedições brasileiras se tornaram raras. A mais significativa é a de Martim Francisco Ribeiro de Andrada e José Bonifácio de Andrada e Silva, em 1819.
A ciência se pautou nas descrições da fantástica biodiversidade brasileira, de suas flora e fauna, e também suas geologia, geografia e antropologia. Somando a isso, começou a criação construção de um museu nacional.
Na área educacional, as primeiras escolas de lei foram fundadas em 1827 em Recife e em São Paulo, mas pelas próximas décadas, a maioria dos advogados brasileiros estudou ainda em universidades europeias, tais como a famosa universidade de Coimbra.
Marcos cronológicos de fatos importantes para a ciência nesse período:
- 1808: Criação do Colégio Médico da Bahia (a partir de 1832, Faculdade de Medicina da Bahia); Escola Médica do Rio de Janeiro (também Faculdade de Medicina, em 1832); Horto, depois Jardim Botânico do Rio de Janeiro.
- 1810: Academia Militar do Rio de Janeiro, que durante o século XIX deu origem, em 1855, à Escola Central e, em 1874, à Escola Politécnica.
- 1818: Museu Real, depois Museu Nacional de História Natural.
- 1838: Instituto Histórico e Geográfico Brasileiro.

## Segundo Reinado
Em 1841, quando o filho o mais novo de D. Pedro I, Imperador D. Pedro II foi coroado aos 14 anos, o Brasil viveu um período de relativa estabilidade política e econômica. Durante o segundo reinado, o Brasil era uma monarquia constitucional, sendo D. Pedro II um monarca instruído que incentivava as artes, a literatura, a ciência e a tecnologia e tinha contatos internacionais extensivos nestas áreas. O apoio principal da ciência brasileira e do assento de seus primeiros laboratórios de pesquisa era o Museu Nacional do Brasil, no Rio de Janeiro. Foi nessa cidade que começaram as associações de profissionais em sociedades e academias. Com, por exemplo: o Imperial Observatório do Rio de Janeiro em 1827; a Sociedade de Medicina, de 1828, depois Academia Imperial de Medicina; Sociedade Vellosiana, feita por naturalistas, que durou de 1851 a 1855, com reuniões nas dependências no Museu Nacional; Reunião de engenheiros, a partir dos anos 1860, no Instituto Politécnico Brasileiro.
Dom Pedro II desenvolveu um interesse pessoal forte e selecionou e convidou muitas personalidades científicas europeias respeitáveis, tais como Hermann von Ihering e Emílio Goeldi, para trabalhar no Brasil. E seus ministros e senadores assistiam frequentemente a conferências científicas no museu. Lá, o primeiro laboratório do fisiologia foi fundado em 1880, sob João Baptista de Lacerda e Louis Couty.
Expedições do período:
- Henry Walter Bates (1848 a 1859)
- Alfred Wallace (1848 a 1852)
- Fritz Müller (1852)
- Expedição Thayer da Harvard University (1865 a 1866), com Louis Agassiz
- Expedições Morgan (1870 a 1878), com Charles Hatt e Orville Derby
- Hermann von Ihering (1880)
- Émil Goeldi (1880)

## República Brasileira
O centralismo da produção científica no Rio de Janeiro começou a se espalhar pelas províncias brasileiras. Para isso foram criadas instituições de ensino, como as faculdades, os museus e as escolas. Tendo como foco a produção de saberes sobre a saúde, como a criação do primeiro serviço sanitário na cidade de São Paulo.
É nesse período que surgem em São Paulo a Escola Politécnica (1894), o Serviço Sanitário de caráter microbiológico (1892) e um Museu de História Natural (1894), todos de caráter público. Além disso, foram também instaladas no estado instituições privadas, como a escola de engenharia Mackenzie (1895) e a Escola de Farmácia (1898).
Em 1895 foi criada no Recife a Escola de Engenharia de Pernambuco.
No Rio Grande do Sul foram criadas uma Escola de Engenharia (1896), uma Escola Livre de Farmácia e Química Industrial (1896) e uma Escola Livre de Medicina e Farmácia (1897).

## Universidades Públicas
Através da reorganização republicana, após a redemocratização do Brasil, a estrutura da ciência brasileira se modificou. A produção científica brasileira, atualmente, é majoritariamente desenvolvida dentro das universidades públicas. 
Além do local específico, a produção da ciência brasileira é também própria da pós-graduação, em que os cursos de mestrado e doutorado são responsáveis por uma boa parte dessa produção científica.
É possível observar a relevância desse processo através das políticas públicas próprias para essa etapa formativa. Os Planos Nacionais de Pós-Graduação (PNPG) mostram justamente esse caminho da produção científica brasileira. 
Inicialmente, a pós-graduação se estrutura como processo de formação de pessoal qualificado para as universidades públicas, justamente com o interesse em apresentar um quadro próprio brasileiro de mestres, doutores e cientistas. A primeira organização desse modo ocorreu através do Parecer 977, promulgado em 1965, popularmente conhecido como 'Parecer Sucupira'. O Parecer apresentava características de como seria organizada a produção científica brasileira, tomando como inspiração direta o modelo das universidades estadunidenses. Desse modo, o tempo de duração, a separação entre mestrado e doutorado, a elitização e isolamento do conhecimento científico e a necessidade da defesa de uma dissertação e de uma tese foi estabelecido com essa política pública. 
Esse documento estruturou historicamente todo o modelo e formato de produção científica brasileira. A estrutura geral de como se produz ciência no Brasil hoje ainda segue o que foi idealizado pelo Parecer 977.  
Após a promulgação desse documento, a estrutura das pesquisas científicas brasileiras foram atravessadas pelos Planos Nacionais de Pós-Graduação, adicionando novas demandas da pesquisa acadêmica. Questões como a internacionalização, a correlação entre empresa e setor público, distribuição geográfica, acessibilidade e produtividade estão presentes nas novas versões desse documento. Atualmente, foi promulgada a versão do PNPG 2025-2029 . A pressão pela publicação de artigos de alto impacto, em periódicos internacionais, em língua inglesa colocam a produção científica brasileira hoje em um nível de produtivismo que deve ser questionado.  
É importante reforçar que a ciência brasileira é totalmente fomentada e financiada por agências estatais públicas brasileiras, que constantemente sofrem revezes e sucateamentos, apesar da qualidade e da relevância dos cientistas, mestres, doutores e docentes universitários brasileiros.  